# Caloptilia modica
Caloptilia modica là một loài bướm đêm thuộc họ Gracillariidae. Nó được tìm thấy ở Madagascar.